# Kolonialgesellschaft (Schiff)
Die Kolonialgesellschaft war ein Expeditionsschiff der Deutschen Kolonialgesellschaft und später ein Schiff des Kaiserlichen Gouvernements von Deutsch-Neuguinea. 

## Geschichte
Die Kolonialgesellschaft wurde 1912 im Auftrag der Deutschen Kolonialgesellschaft in Hongkong bei Ulderup & Schlüter gebaut. Sie war für die Kaiserin-Augusta-Fluss-Expedition von 1912/13 in Neuguinea bestimmt. Nach der Expedition schenkte die Deutsche Kolonialgesellschaft im September 1913 das Schiff dem Gouvernement von Deutsch-Neuguinea, das es in der Flottille als Regierungsdampfer zwischen den Inseln des deutschen Schutzgebietes einsetzte.
Im Ersten Weltkrieg versenkte sich die Kolonialgesellschaft am 20. September 1914 nach Strandung selbst.